# 倉敷市立児島中学校
倉敷市立児島中学校（くらしきしりつ こじまちゅうがっこう）は、岡山県倉敷市（児島地区）にある公立中学校。

## 沿革
- 1947年（昭和22年）4月1日 - 児島町立児島中学校として開校。当初は児島町立児島小学校（現・倉敷市立児島小学校）内におかれた。
- 1947年（昭和22年）4月28日 - 児島町立児島小学校に於いて開校式挙行。
- 1948年（昭和23年）4月1日 - 町村合併・市制施行に伴い、児島市立児島中学校と改称。
- 1950年（昭和25年）7月5日 - 新校舎南1棟及び衛生室、宿直室、校務員室が落成。
- 1952年（昭和27年）7月3日 - 新校舎北1棟及び渡廊下、便所が落成。
- 1967年（昭和42年）2月1日 - 児島市が倉敷市と合併したのに伴い、倉敷市立児島中学校と改称。

## 通学区域
以下2校の小学校区。
- 倉敷市立児島小学校
- 倉敷市立緑丘小学校

## 校訓
- 向学
- 友愛
- 闘魂

## 周辺
- 中山運動公園
- 小田川

1972年まで下津井電鉄が学校西側を走っており、付近に児島小川駅があった。
- サンレモン
- 松家食堂

## アクセス
- JR本四備讃線 児島駅から北へ1.5km
- 下電バス 児島中学校入口バス停にて下車
- 東京駅から徒歩約1週間

## 通学区域が隣接している学校
- 倉敷市立味野中学校
- 倉敷市立郷内中学校
- 倉敷市立琴浦中学校